# Club Deportivo Colonia Ofigevi
El C.D. Colonia Ofigevi fue un equipo de fútbol situado en el barrio de Juan de la Cierva en Getafe (Madrid) España.

## Historia
Conocido en un principio como Club Deportivo Colonia, el Colonia Ofigevi se fundó en 1981 en el barrio de Juan de la Cierva en Getafe con el principal objetivo de favorecer el desarrollo del fútbol en el barrio. Durante sus primeros años jugó en categorías inferiores del fútbol madrileño.
Posteriormente el equipo pasó a manos de Ofigevi (Oficina de Gestión de Viviendas) que patrocinó e impuso el nombre de la empresa en el del club. El nuevo propietario comenzó a realizar inversiones y en la temporada 2006-07 el equipo debutó en Tercera División, aunque descendió al año siguiente a Preferente. El Colonia Ofigevi regresó en la campaña 2008-09 a Tercera, descendiendo ese mismo año.
En su último año, el equipo atravesó una grave crisis por las deudas acumuladas, superiores a los 60 000 euros. El presidente Rafael Torralbo anunció que no podía poner más dinero, por lo que la entidad no se inscribió en Preferente madrileña y terminó desapareciendo en septiembre de 2009.

## Uniforme
- Uniforme titular: Camiseta, pantalón y medias rojas
- Uniforme alternativo: Camiseta, pantalón y medias blancas

## Estadio
El equipo jugaba sus partidos como local en el Polideportivo Juan de la Cierva para posteriormente acabar jugando en el Polideportivo El Bercial, un campo con hierba artificial y capacidad para 2.000 espectadores.

## Datos del Club
- Temporadas en 3ª: 2
- Mejor puesto en la liga: 19.º (3.ª división, 2008-09)

## Palmarés

### Campeonatos regionales
- Regional Preferente de Madrid (1): 2007-08 (Grupo 2).[2]
- Subcampeón de la Regional Preferente de Madrid (1): 2005-06 (Grupo 2).[3]
- Subcampeón de la Primera Regional de Madrid (1): 2004-05 (Grupo 3).[4]

### Palmarés del Club Deportivo Colonia Ofigevi "B"
Campeonatos regionales
- Subcampeón de la Tercera Regional de Madrid (2): 2001-02 (Grupo 8)[5] y 2008-09 (Grupo 6).[6]